# Andrzej Radomski
Andrzej Antoni Radomski (* 30. November 1961 in Koszalin) ist ein ehemaliger polnischer Ringer.

## Werdegang
Andrzej Radomski wuchs in seiner Geburtsstadt Koszalin auf und begann dort beim Sportverein „Budowlani Koszalin“ im Jahr 1972 mit dem Ringen. Später, als sich sein großes Talent für diese Sportart herausgestellt hatte, wurde er zu WKS Grunwald Poznań delegiert. Dort führten ihn die Trainer Marian Kobierski und Zygmunt Kret in die polnische Elite der Freistilringer. Nachdem er in die polnische Nationalmannschaft aufgenommen worden war, waren für ihn die Trainer Eugeniusz Najmark und Leszik Ciota zuständig. 1986 wurde er erstmals polnischer Meister im Mittelgewicht. Seinen Einstand bei internationalen Meisterschaften gab er im Jahr 1987 mit einem hervorragenden 4. Platz bei der Weltmeisterschaft in Clermont-Ferrand. Im Kampf um die Bronzemedaille unterlag er dabei dem Weltmeister von 1986 Wladimer Modossiani aus der UdSSR knapp nach Punkten.
In den Jahren 1988 und 1989 erreichte er wieder ausgezeichnete Platzierungen bei den Europameisterschaften und der Weltmeisterschaft 1989. Bei den Olympischen Spielen 1988 in Seoul hatte er seine sehr schwere Gruppe gezogen und schied nach Niederlagen gegen Reiner Trik aus der BRD, Alexandar Nanew aus Bulgarien und Mark Schultz aus den USA frühzeitig aus. Bei der Europameisterschaft 1989 erkämpfte er sich den 5. Platz durch einen 6:2-Punktsieg über den bundesdeutschen Meister Gerhard Weber.
Bei der Europameisterschaft 1990 in Posen errang Andrzej den größten Erfolg seiner Laufbahn. Er wurde Vizeeuropameister. Im Finale unterlag er gegen Arawat Sabejew aus der Sowjetunion allerdings klar nach Punkten. Bei der Weltmeisterschaft des gleichen Jahres in Tokio landete er nach einer Niederlage gegen den US-Amerikaner Kirk Trost wieder auf dem undankbaren vierten Platz.
Auch 1991 platzierte er sich sowohl bei der Europameisterschaft als auch bei der Weltmeisterschaft wieder im Vorderfeld. Schließlich gelang ihm zum Abschluss seiner internationalen Ringerlaufbahn bei den Olympischen Spielen 1992 in Barcelona noch ein guter 5. Platz im Schwergewicht.
Die Ergebnisse der internationalen Meisterschaften, an denen er teilnahm, sind aus dem folgenden Abschnitt zu ersehen.

### Internationale Erfolge
(OS = Olympische Spiele, WM = Weltmeisterschaft, EM = Europameisterschaft, F = Freistil, Mi = Mittelgewicht, Hs = Halbschwergewicht, S = Schwergewicht, damals bis 82 kg, 90 kg und 100 kg Körpergewicht)
- 1987, 4. Platz, WM in Clermont-Ferrand, F, Mi, hinter Mark Schultz, USA, Alexandar Nanew, Bulgarien, Wladimer Modossiani, UdSSR und vor Reiner Trik, BRD und Necmi Gençalp, Türkei;
- 1988, 4. Platz, EM in Manchester, F, Mi,  hinter Juri Worobjow, UdSSR und Hans Gstöttner, DDR und Nanew und vor Josef Lohyna, CSSR und Iglesias Francisco, Spanien;
- 1988, 3. Platz, „Yasar-Dogu“-Memorial in Istanbul, F, Mi, hinter Alexander Sawko, UdSSR u. Necmi Gençalp, Türkei;
- 1988, 12. Platz, OS in Seoul, F, Mi, Sieger: Han Hyung-woo, Korea vor Gencalp und Lohyna;
- 1989, 7. Platz, EM in Ankara, F, Hs, hinter Wagab Kasibekow, UdSSR, Mehmet Turkaya, Türkei, Markow, Bulgarien, Gabor Toth, Ungarn, Iraklis Derkoulidis, Griechenland und Ciprian Radu, Rumänien;
- 1989, 5. Platz, WM in Martigny/Schweiz, F, Hs, hinter Macharbek Chadarzew, UdSSR, James Scherr, USA, Toth und Deskoulidis und vor Gerhard Weber, BRD;
- 1990, 2. Platz, EM in Posen, F, S, hinter Arawat Sabejew, UdSSR und vor Mahmut Demir, Türkei, Heiko Balz, DDR, Stojan Nentschew, Bulgarien und Sandor Kiss, Ungarn;
- 1990, 4. Platz, WM in Tokio, F, S, hinter Leri Chabelowi, UdSSR, Nentschew und Kirk Trost, USA und vor Kiss und Khoddei, Iran;
- 1991, 4. Platz, EM in Stuttgart, F, S, hinter Ali Kayalı, Türkei, Andrei Golowko, UdSSR und Heiko Balz und vor Kostas Avramis, Griechenland und Sandor Kiss;
- 1991, 6. Platz, WM in Warna, F, S, hinter Leri Chabelowi, Mark Coleman, USA, Balz, Kim Tae-woo, Korea und Sandor Kiss;
- 1992, 5. Platz, OS in Barcelona, F, S, hinter Leri Chabelowi, Balz, Kayali und Kim Tae-woo und vor Subhash Verma, Indien

### Polnische Meisterschaften
Andrzej Radomski wurde in den Jahren 1986 bis 1988 polnischer Meister im freien Stil im Mittelgewicht und in den Jahren 1990 und 1992 im Schwergewicht.